# 東平洲海岸公園

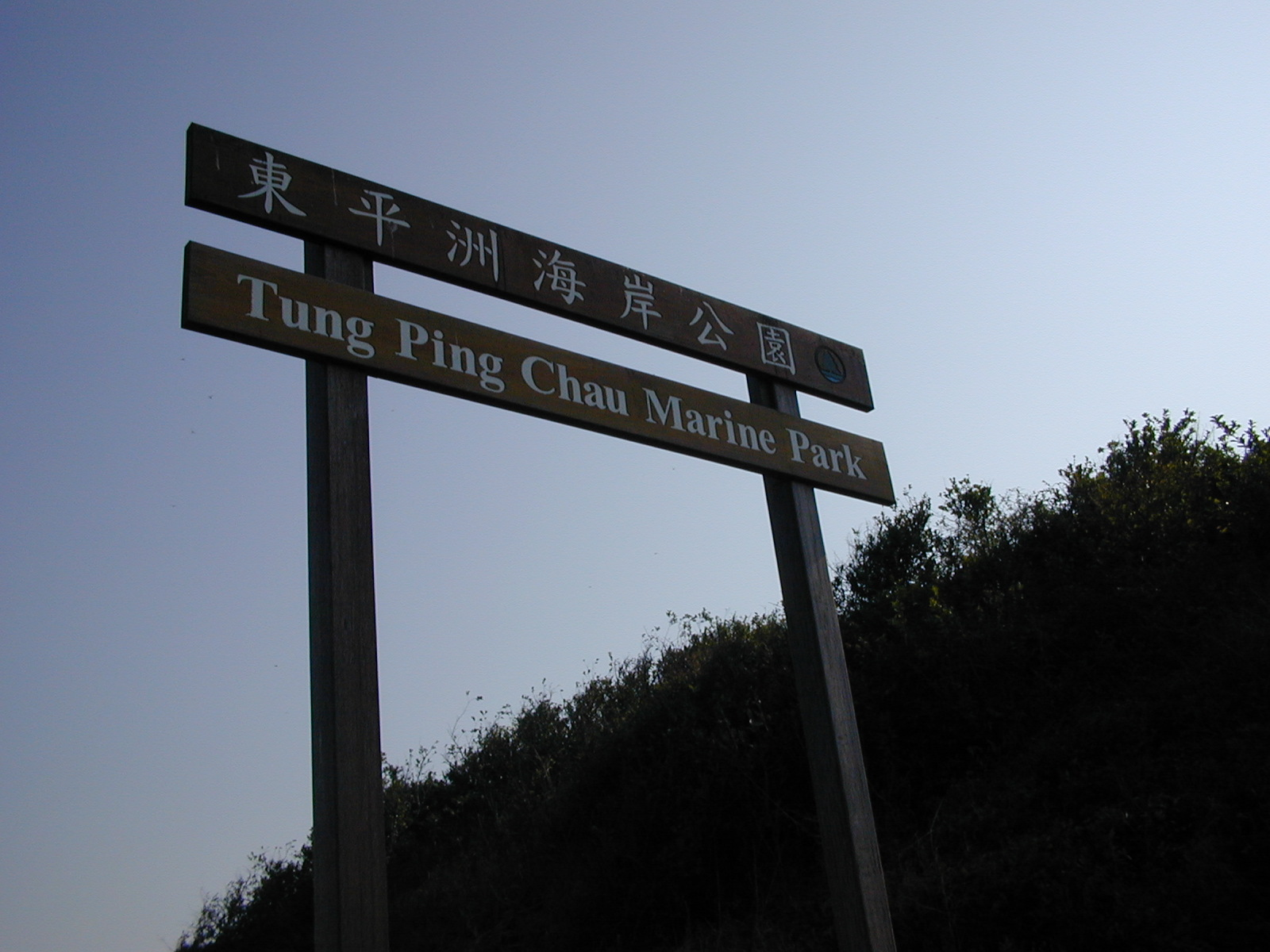
東平洲海岸公園標示

東平洲海岸公園（英語：Tung Ping Chau Marine Park），於2001年11月16日劃定，是香港一個海岸公園，位於新界東北大鵬灣東平洲的周邊海域，面積270公頃。該海岸公園是香港的第4個海岸公園，亦是香港主權移交後第一個劃定的海岸公園。
東平洲這個島嶼本身屬於船灣郊野公園（擴建部份）的範圍。而設立東平洲海岸公園的目的，主要是保護其水域內的珊瑚與海藻，以免受到捕魚活動破壞。